# The Files of Young Kindaichi
The Files of Young Kindaichi (Originaltitel: 金田一少年の事件簿) ist eine japanische Fernsehserie, basierend auf der Mangareihe Kindaichi Shōnen no Jikenbo von Fumiya Satō, Shin Kibayashi und Yōzaburō Kanari. Dies ist die fünfte Live-Action-Adaption der Mangareihe des Verlags Kōdansha in Serienform. In Japan fand die Premiere der Serie am 24. April 2022 auf NTV statt. Im deutschsprachigen Raum erfolgte die Erstveröffentlichung der Serie am 11. Januar 2023 durch Disney+ via Star als Original.

## Handlung
Der Oberschüler Hajime Kindaichi ist eine Art Privatdetektiv mit einem IQ von 180. Er löst Mordfälle, die mit schwierigen Rätseln durchzogen sind. An seinen Fällen arbeitet Kindaichi mit seiner Jugendfreundin Miyuki Nanase und dem Polizeiinspektor Isamu Kenmochi.

## Besetzung und Synchronisation
Die deutschsprachige Synchronisation entstand nach den Dialogbüchern sowie unter der Dialogregie von Oliver Böttcher durch die Synchronfirma Elbgorilla Synchro in Hamburg.

### Hauptdarsteller
| Rolle            | Schauspieler       | Synchronsprecher   |
| ---------------- | ------------------ | ------------------ |
| Hajime Kindaichi | Shunsuke Michieda  | Daniel Kirchberger |
| Miyuki Nanase    | Moka Kamishiraishi | Selina Böttcher    |
| Isamu Kenmochi   | Ikki Sawamura      | Achim Buch         |

### Nebendarsteller
| Rolle      | Schauspieler   | Synchronsprecher |
| ---------- | -------------- | ---------------- |
| Ryūta Saki | Taishō Iwasaki | Lino Kelian      |

### Gastdarsteller
| Rolle              | Schauspieler       | Synchronsprecher      |
| ------------------ | ------------------ | --------------------- |
| Yūichirō Matoba    | Ken Mitsuishi      | Konstantin Graudus    |
| Makoto Makabe      | Kanata Hosoda      | Lino Böttcher         |
| Ryōzō Tachibana    | Tetta Sugimoto     | Oliver Warsitz        |
| Masaki Murata      | Usō Ozaki          | Daniel Axt            |
| Takahiro Onoue     | Kōki Maeda         | Jonah Cetin           |
| Ruiko Sakuragi     | Karen Ōtomo        | Josephine Martz       |
| Kumazawa           | Toshiyuki Kitami   | Gerhart Hinze         |
| Ken Izumaru        | Mantarō Koichi     | Christian Rudolf      |
| Natsumi Nagita     | Ayako Yoshitani    | Liza Ohm              |
| Kazehiko Kageo     | Norihiko Tsukuda   | Oliver Hörner         |
| Akane Uryū         | Erika Ikuta        | Linda Fölster         |
| Takashi Wanise     | Yū Kamio           | Tetje Mierendorf      |
| Kojirō Ushio       | Masami Kosaka      | Sascha Draeger        |
| Hiruko Kirigoe     | Kimiko Yo          | Ela Nitzsche          |
| Mika Kanno         | Yū Takahashi       | Runa Pernoda Schaefer |
| Gen Sagimori       | Amane Okayama      | Brian Sommer          |
| Kōsuke Shiragami   | Jinsuke Tsujioka   | Daniel Axt            |
| Ginzō Kurotaka     | Susumu Terajima    | Kai Henrik Möller     |
| Otomatsu Shiragami | Takehiko Ono       | Walter Wigand         |
| Kyōka Himenokōji   | Yumiko Satō        | Céline Fontanges      |
| Sakon Shiragami    | Gorō Yoshida       | Robert Levin          |
| Kageomi Kimon      | Kazuma Yamane      | Oliver Böttcher       |
| Kume               | Shin’ichirō Uchida | Holger Umbreit        |
| Kenta Narusawa     | Akira Onodera      | Daniel Axt            |
| Kōhei Ino          | Daisuke Nakagawa   | David Berton          |
| Maki Kunieda       | Momoko Tanabe      | Josephine Martz       |
| Ryu Shishijima     | Yushin Shinohara   | Jesse Grimm           |
| Shimada            | Yōhei Kumabe       | Gerhart Hinze         |
| Yōsuke Itsuki      | Dai Watanabe       | Christopher Arndt     |
| Kon Ōmura          | Atsushi Yamanishi  | Robert Kotulla        |
| Wataru Tokito      | Takafumi Imai      | Martin Sabel          |
| Noboru Takabayashi | Tsutomu Takahashi  | Mike Olsowski         |
| Tetsuo Tsuzuki     | Shōta Totsuka      | Janek Schächter       |
| Yurina Katsuragi   | Yūki Kimura        | Laura Pfister         |
| Kikuzō             | Kazuaki Hankai     | Achim Schülke         |
| Maiko Sudō         | Ryoko Kobayashi    | Julia Casper          |
| Fuyuhiko Himori    | Kou Nanase         | Alexander Merbeth     |
| Jūzō Kageshima     | Kong Kuwata        | Tim Grobe             |
| Leona Kōzuki       | Maika Yamamoto     | Saskia Bellahn        |
| Kaito Shirakami    | Junki Tozuka       | Marek Harloff         |
| Takumi Mikitani    | Shinji Rokkaku     | Ingo Meß              |

## Episodenliste
| Nr. | Deutscher Titel                                   | Originaltitel                      | Erstausstrahlung (NTV) | Deutschsprachige Erstveröffentlichung (D/A/CH) | Regie            | Drehbuch      | Zuschauer (Japan) |
| --- | ------------------------------------------------- | ---------------------------------- | ---------------------- | ---------------------------------------------- | ---------------- | ------------- | ----------------- |
| 1 | Fall 1 – die sieben Mysterien der Fudo Highschool | 学園七不思議殺人事件               | 24. Apr. 2022          | 11. Jan. 2023                                  | Hisashi Kimura   | Yūko Kawabe   | 7,8 %             |
| Hajime Kindaichi besucht die Fudo High School, in der es angeblich sieben Rätsel geben soll. Es wird gemunkelt, dass jeder, der die Lösung des siebten Rätsels herausfindet, verflucht wird und anschließend von einem Phantom getötet wird, das im alten Schulgebäude lauert. Miyuki Nanase vom Mystery Club und einige Freunde beschließen, den Rätseln auf den Grund zu gehen. Eines Nachts erhält Miyuki einen Anruf von Sakuragi und alle eilen zu dem alten Schulgebäude. Als sie den verschlossenen Biologieraum erreichen, sieht es so aus, als sei Sakuragi am Hals aufgehängt worden! Sie sehen auch den Schatten des Phantoms, aber als sie die Tür aufbrechen und eintreten, ist der Raum leer. Am nächsten Tag jedoch wird Sakuragis Leiche gefunden. Inspektor Kenmochi nimmt die Ermittlungen auf und stellt weitere Nachforschungen an. In die Ermittlungen einbezogen sind die Mitglieder des Mystery Clubs, darunter Saki, sowie Tachibana und Matoba, die während der vergangenen Nacht im alten Schulgebäude anwesend waren. Miyuki bereut, dass sie sich mit den sieben Rätseln beschäftigt hat, und als es weitere Opfer gibt, erkennt sie, dass sie die Nächste sein könnte. Außerdem stellt sich heraus, dass ein Schüler, der sich vor zehn Jahren mit den Rätseln befasst hat, seither vermisst wird. Kindaichi gelobt, das Rätsel zu lösen. Welche grausame Wahrheit verbirgt sich hinter diesem bizarren Mordfall, der sich in einem verschlossenen Raum ereignet hat? |                                                   |                                    |                        |                                                |                  |               |                   |
| 2 | Fall 2 – Mord auf der Sirenen-Insel – Teil 1      | 聖恋島殺人事件                     | 8. Mai 2022            | 11. Jan. 2023                                  | Hisashi Kimura   | Tetsuya Ōishi | 6,2 %             |
| Inspektor Kenmochi, Kindaichi, Miyuki und Saki unternehmen einen Angelausflug auf eine Insel, wo sie ein unheimliches Geräusch vernehmen. Bei dem Geräusch soll es sich um den Schrei einer Sirene handeln – einer Meereskreatur aus der griechischen Mythologie, die mit ihrer Stimme Menschen ins Meer lockt, um sie anschließend zu verschlingen. Am Abend erhalten alle Touristen einen Brief von Dr. Kanno, die mit Professor Kageo, ihrem Kollegen aus dem Krankenhaus, und Izumaru, einem Verkäufer von medizinischen Geräten, angereist ist. Die Reiseleiterin Nagita scheint die Ärzte schon lange zu kennen, aber irgendwie scheint sie ihnen aus dem Weg gehen zu wollen. Als sich alle gemäß der Anweisung im Brief zu einer bestimmten Zeit an einem bestimmten Ort treffen, schießt ein Pfeil aus dem Meer, trifft Dr. Kanno und tötet sie. Am nächsten Tag geht ein Tourist angeln und wird ins Meer gezogen. Aber steckt wirklich eine Sirene hinter all dem? Kirigoe, die einzige Bewohnerin der Insel, berichtet Kindaichi und den anderen von der tragischen Geschichte der Insel, die sich während des Krieges zugetragen hat. |                                                   |                                    |                        |                                                |                  |               |                   |
| 3 | Fall 2 – Mord auf der Sirenen-Insel – Teil 2      | 聖恋島殺人事件 解決編              | 15. Mai 2022           | 11. Jan. 2023                                  | Hisashi Kimura   | Tetsuya Ōishi | 6,7 %             |
| Kindaichi erfährt von Inspektor Kenmochi, dass das stürmische Wetter sich gelegt hat und alle Touristen am nächsten Tag endlich die abgelegene Insel mit ihren sirenenartigen Geräuschen und Todesfällen verlassen können. Doch in dieser Nacht verschwindet Professor Kageo unter rätselhaften Umständen. Kindaichi und die anderen suchen auf der Insel nach ihm und finden ein Bootshaus mit verschlossener Eingangstür. Durch das Fenster der Hintertür können sie einen Mann sehen, der auf dem Boden zusammengebrochen ist. In diesem Moment gehen die Lichter im Bootshaus aus und es erscheint ein schwebendes Licht. Als würde sie jemand leiten, folgt die Gruppe dem Licht und findet schließlich die Leiche des Professors. Alle Leute, die sich derzeit auf der Insel aufhalten, befinden sich nun am selben Ort. Kindaichi erkennt ein Muster. Jede anwesende Person war auch bei allen drei Morden vor Ort. Als er sich die Aufnahmen von Saki ansieht, macht er eine bedeutsame Entdeckung. Alle sind schockiert, als Nagita ein beunruhigendes Geheimnis über Professor Kageo und seine ebenfalls toten Begleiter enthüllt. Unterdessen macht sich Miyuki furchtbare Sorgen um Kindaichi, der so sehr in den Fall vertieft ist, dass es beide den Schlaf raubt. Sie versucht, ihm auf ihre eigene Weise zu helfen. Wer von ihnen wird sich letztendlich als der Mörder entpuppen? |                                                   |                                    |                        |                                                |                  |               |                   |
| 4 | Fall 3 – der Fluch der weißen Schlange            | 白蛇蔵殺人事件                     | 22. Mai 2022           | 11. Jan. 2023                                  | Shunpei Marutani | Yūko Kawabe   | 6,1 %             |
| Kindaichi und Miyuki unternehmen einen Ausflug ins Dorf Hakuja. Dort treffen sie auf Inspektor Kenmochi, der einem Mörder auf der Spur ist. In der Pension erfährt Kindaichi von der Gastwirtin Kyōka, dass weiße Schlangen im Dorf traditionell als Boten der Götter verehrt werden. Als alle drei zusammenkommen, beobachten sie einen verdächtig aussehenden maskierten Mann, der die angrenzende Brauerei betritt. Es handelt sich hierbei um die Brauerei „Weiße Schlange“, die seit Generationen von der Familie Shiragami geführt wird, deren Präsident Otomatsu derzeit ist. Der Verdächtige entpuppt sich als Rengetsu, der zweitgeborene Sohn der Shiragamis, der nach einem Brand vor fünf Jahren als vermisst galt. Vor zwei Monaten tauchte er plötzlich mit Gedächtnisverlust wieder auf. Ein anschließend durchgeführter DNA-Test bewies die Verwandtschaft mit der Familie. Denn das Feuer ist nicht spurlos an dem jungen Mann vorbeigegangen. Sein Gesicht und seine Stimme sind nicht mehr so, wie sie vor dem Brand waren. Als die Identität des Mannes zweifelsfrei geklärt ist, wenden Kindaichi und die anderen ihre Aufmerksamkeit vorerst einer anderen Sache zu. Sagimori, der Lehrling des Braumeisters, führt sie durch die Brauerei, in der unter anderem Kurotaka arbeitet, und zeigt ihnen, wie die Brauer Sake herstellen. Doch dann wird die Leiche von Rengetsu in einem der Sake-Fässer gefunden. Der Hauptverdächtige ist Sakon, der erstgeborene Sohn der Shiragamis, denn er war zum geschätzten Todeszeitpunkt der Einzige im Lagerhaus. Er verschwindet jedoch und es ereignet sich eine weitere Tragödie. Nachdem Otomatsu erst einen und dann zwei Söhne verloren hat, gerät er in Panik und ist überzeugt davon, dass sie den Zorn der weißen Schlange auf sich gezogen haben. Kindaichi sucht nach der Wahrheit und deckt schließlich das dunkle Geheimnis um die Familie Shiragami auf. |                                                   |                                    |                        |                                                |                  |               |                   |
| 5 | Fall 4 – Mord im verfluchten Hospital             | トイレの花子さん殺人事件           | 29. Mai 2022           | 11. Jan. 2023                                  | Ryūichi Inomata  | Yūko Kawabe   | 5,7 %             |
| Saki nimmt Kindaichi und Miyuki in ein Gasthaus mit, das seinen Verwandten gehört. Im Gasthaus treffen sie auf eine Gruppe von vier Kunststudenten, die an einem Kurs teilnehmen und Kindaichi sowie die anderen zu einer Mutprobe herausfordern. Saki, der sich wünscht, dass Kindaichi und Miyuki zusammenkommen, überredet sie, mitzumachen. Die Mutprobe findet in einem baufälligen Krankenhaus statt, das vor 30 Jahren geschlossen wurde. Im Krankenhaus erzählen ihnen die Kunststudenten die Geschichte einer früheren Patientin namens Hanako, deren Geist sich angeblich immer noch in einer der Toilettenkabinen befindet und hier sein Unwesen treibt. Es heißt, dass jeder, der nach ihr ruft, getötet wird. Die Reihenfolge wird ausgelost. Im Anschluss betreten alle im 10-Minuten-Takt die Damentoilette, rufen nach Hanako und nehmen anschließend einen Tischtennisball aus einer Dose. Der letzte ist Ino, einer der Studenten, der aber nicht mehr zurückkehrt. Eine vermeintliche Blutspur auf dem Badezimmerboden führt die Gruppe zum Grab von Hanako. Es stellt sich jedoch heraus, dass es sich um Tinte handelt, und alle nehmen an, dass es ein Streich von Ino ist, der für seine Albernheiten berüchtigt ist. Doch am nächsten Morgen wird die Leiche von Ino gefunden. Während die anderen davon ausgehen, dass jemand von außen ihn getötet hat, vermutet Kindaichi, dass der Mörder die Gruselgeschichte um Hanako geschickt genutzt hat, um unentdeckt zu morden. Denn Ino sorgte innerhalb der Studentengruppe für einige Verwirrungen und Täuschungen. |                                                   |                                    |                        |                                                |                  |               |                   |
| 6 | Fall 5 – Kindaichi auf der Flucht – Teil 1        | 金田一少年の殺人                   | 5. Juni 2022           | 11. Jan. 2023                                  | Shunpei Marutani | Yūko Kawabe   | 5,5 %             |
| Der berühmte Sachbuchautor Tachibana gibt eine Party und stellt seine Gäste vor ein kryptisches Rätselspiel. Wer es löst, findet den Ort, an dem sich das Manuskript für sein neues Werk befindet. Die Partygäste treten gegeneinander an, um das Manuskript zu finden, denn er soll den Namen eines Verbrechers enthalten, der auf der Party anwesend ist. Unterdessen kommt Kindaichi Yurina Katsuragi zu Hilfe, als er sieht, dass sie von Tachibana, der angetrunken ist, belästigt wird – und Tachibana gerät darüber in Rage. Wenig später versucht Kindaichi, ihn zu finden, um sich zu entschuldigen. Als Kindaichi nach längerer Zeit nicht zurückkehrt, macht sich Saki Sorgen und geht auf die Suche nach ihm. Er findet ihn neben dem leblosen Körper von Tachibana stehend mit der blutverschmierten Mordwaffe in der Hand. Kindaichi beteuert seine Unschuld, doch als die Anwesenden ihn in die Enge treiben und die Polizei zum Tatort eilt, verschwindet er. Der flüchtige 17-Jährige ist nun der Hauptverdächtige. Kindaichi beginnt ein Katz- und Mausspiel mit der Polizei. Er versucht, das Rätsel zu lösen, um den Namen des Täters zu erfahren. Aber immer mehr Menschen, die mit all dem in Zusammenhang stehen, sterben. Und all diese Taten werden Kindaichi angelastet. Ihm läuft immer mehr die Zeit davon, während er sich mit einem unsichtbaren Feind auseinandersetzen muss. |                                                   |                                    |                        |                                                |                  |               |                   |
| 7 | Fall 5 – Kindaichi auf der Flucht – Teil 2        | 金田一少年の殺人 解決編            | 12. Juni 2022          | 11. Jan. 2023                                  | Shunpei Marutani | Yūko Kawabe   | 5,7 %             |
| Der mutmaßliche Täter, Kindaichi, wird nun einer Reihe von Morden beschuldigt, bei denen ein Polizeibeamter verletzt wurde und er die Dienstwaffe des Beamten entwendet haben soll. Als Saki ihm erzählt, dass Miyuki sich große Sorgen um ihn macht, spornt ihn das noch mehr an, den wahren Schuldigen zu fassen. Um an das Manuskript von Tachibanas neuem Werk zu gelangen, muss man sich nach und nach an verschiedene Personen wenden, die mit der Sache vertraut sind und die einem das nächste Fragment verraten. Doch viele von ihnen sind inzwischen ermordet worden. Kindaichi entnimmt der Nachricht von Katsuragi, dem dritten Opfer, dass die nächste Etappe ihn zu Nonaka führen wird, und sucht sie auf. Dort erhält er die nächste Nachricht, die ihm vermittelt, dass der Inhalt keine Rolle spielt. Wenig später ist auch Nonaka tot und Kindaichi wird von der Polizei verfolgt. Die Polizei umstellt Kindaichi, der eine Waffe in der Hand hält, und Inspektor Kenmochi versucht, ihn zu überreden, sich zu stellen. Aber Kindaichi ist nicht sehr begeistert von der Vorstellung, für ein Verbrechen verantwortlich gemacht zu werden, das er nicht begangen hat. Plötzlich fällt ein Schuss und jemand stürzt blutend zu Boden. Welches erschreckende Geheimnis lüftet das Werk von Tachibana? Wer ist der Mörder, welcher so schwer zu fassen ist und Kindaichi als Sündenbock benutzt? Und welches Ziel verfolgte Kindaichi mit seiner Flucht? |                                                   |                                    |                        |                                                |                  |               |                   |
| 8 | Fall 6 – Mordfall Kopfjäger-Samurai               | 首狩り武者殺人事件                 | 19. Juni 2022          | 11. Jan. 2023                                  | Hisashi Kimura   | Tetsuya Ōishi | 6,1 %             |
| Inspektor Kenmochi bittet Kindaichi und Miyuki um Hilfe, als seine Jugendfreundin Shino, die in die alteingesessene und wohlhabende Familie Tatsumi eingeheiratet hat, einen Drohbrief erhält. Bei ihrer Ankunft im Dorf Kuchinashi, wo die Familie residiert, treffen sie auf gepanzerte Männer. Laut Saruhiko, einem Diener der Familie Tatsumi, nehmen die Männer an einem Fest teil, um die Geister der gefallenen Samurai zu besänftigen, die von den Vorfahren der Familie Tatsumi enthauptet wurden. Die Person, die den Brief geschrieben hat, nennt sich selbst einen „Kopfjäger“. In dem Brief droht der Verfasser damit, am Tag des Festes den Kopf des nächsten Familienoberhaupts in seinen Händen zu halten. Es wird angenommen, dass die Person einen großen persönlichen Groll gegen die Familie Tatsumi hegt. Shinos verstorbener Mann hat sowohl das Anwesen als auch das Familienerbe seinem zweitgeborenen Sohn Seimaru vermacht, während sein ältester Sohn Ryunosuke aus erster Ehe mit leeren Händen dasteht. Das Verhältnis zwischen den Brüdern ist daher äußerst angespannt, und Seimaru vermutet, dass Ryunosuke hinter dem Drohbrief steckt. In der Zwischenzeit erhält Kindaichi einen mysteriösen Hinweis von einem vermeintlichen Gast, der seine Hilfe bei der Lösung des Falles anbietet. Doch statt der erhofften Antworten machen Kindaichi und Miyuki einen grausigen Fund. Und dabei soll es nicht bleiben. Inspektor Kenmochi setzt alles daran, den Täter zu fassen, der als „Kopfjäger“ sein Unwesen treibt und Köpfe rollen lässt. Dazu muss er allerdings ein grausames und gut gehütetes Familiengeheimnis aufdecken. |                                                   |                                    |                        |                                                |                  |               |                   |
| 9 | Fall 7 – Die Morde des Phantoms der Oper – Teil 1 | オペラ座館 ファントムの殺人        | 26. Juni 2022          | 11. Jan. 2023                                  | Shunpei Marutani | Tetsuya Ōishi | 6,3 %             |
| Kindaichi und seine Freunde gehen in die Oper, die dem Musiker Hibiki gehört, um sich „Das Phantom der Oper“ live anzusehen. Miyuki und Saki freuen sich darauf, die berühmte Schauspielerin Leona Kōzuki kennenzulernen, die die weibliche Hauptrolle spielt. Während des Empfangs kommt es zu einem Konflikt zwischen dem ehemaligen Ensemblemitglied Himori und anderen anwesenden Mitwirkenden. Die Probe beginnt unter der Leitung von Regisseur Kageshima und Izumi steht in der Mitte der Bühne. Doch schon im nächsten Moment kracht der Kronleuchter auf Izumi herunter und nimmt ihr das Leben. Der Journalist Shiragami glaubt nicht, dass es ein Zufall war, sondern das Werk eines Phantoms, welches im Opernhaus sein Unwesen treibt. Nachdem der Schatten des Phantoms vor Leona und Inspektor Kenmochi auftaucht, nimmt das Unheil seinen weiteren Lauf. Die Freunde und der Inspektor erfahren, dass der begabte Kiryū vor drei Jahren die Rolle des Phantoms mit einer grenzenlosen Leidenschaft verkörpert hat. Bei einem Brand erlitt er schwere Verbrennungen im Gesicht. Wegen seines Aussehens und seines Schicksals nannten sie ihn Phantom. Nun befürchten seine früheren Kollegen, dass Kiryū sich seine Rolle als Phantom zu Herzen genommen hat und auf Vergeltung aus ist. Was wird Kindaichi im labyrinthartigen Untergeschoss des Opernhauses vorfinden? |                                                   |                                    |                        |                                                |                  |               |                   |
| 10 | Fall 7 – Die Morde des Phantoms der Oper – Teil 2 | オペラ座館 ファントムの殺人 解決編 | 3. Juli 2022           | 11. Jan. 2023                                  | Shunpei Marutani | Tetsuya Ōishi | 6,0 %             |
| Inmitten einer Reihe von Morden, die offenbar von einem unbarmherzigen Phantom begangen wurden, wird die gleiche Maske, die Leonas Angreifer trug, in den Räumlichkeiten von Jō gefunden. Dieser bestreitet die Tat. Um seine Unschuld zu beweisen, schlägt Shiragami vor, ihn über Nacht allein in das verschlossene Theater zu sperren. Denn dann wäre weder Jō in akuter Gefahr, wenn er nicht der Täter ist, andersherum wären die anderen in Sicherheit, wenn er es wäre. Die Schlüssel zum Theater werden weggeschlossen und abwechselnd bewacht, damit sie niemand entwenden kann. Als Kindaichi, Saki und Leona jedoch hineingehen, um Jō etwas zu essen zu bringen, müssen sie zu ihrem Entsetzen feststellen, dass er ermordet worden ist. Während Kindaichi sich damit herumschlägt, das Rätsel um den Mord in einer verschlossenen Räumlichkeit zu lösen, wird er immer frustrierter. Unterdessen bemerkt Inspektor Kenmochi, dass am Turm, wo ihn das Phantom überfallen hat, etwas nicht stimmt. Kindaichi schwört beim Namen seines Großvaters, die wahre Identität des Phantoms aufzudecken, eines Mörders, der drei Leben auf dem Gewissen hat. Doch wer hat die vom Phantom der Oper inspirierten Taten begangen? Ist es doch der verschollene Kiryū, der voller Rachegelüste die Rolle des Phantoms angenommen hat und nun auslebt, oder ist es jemand ganz anderes? Die schockierende Wahrheit wird enthüllt. |                                                   |                                    |                        |                                                |                  |               |                   |